# Negentiendaagsfeest
De Negentiendaagsfeesten zijn regelmatige plaatselijke bijeenkomsten van de bahai-gemeenschap, op de eerste dag van elke maand van de bahai-kalender, in totaal negentien keer per jaar. Elke bijeenkomst bestaat uit een meditatief, een consultatief en een sociaal deel.
Bahai-gelovigen zien het feest als zowel praktisch als geestelijk. Het is een administratieve bijeenkomst en tegelijkertijd is het een verheffende spirituele gebeurtenis en heeft dus een centraal doel in het bahai-gemeenschapsleven.
Het Negentiendaagsfeestdient dient tot versterking van de eenheid van de gemeenschap en inspireert de leden van de gemeenschap in geestelijk opzicht door een meditatief programma, waar gebeden en teksten uit de heilige bahai-geschriften worden gedeeld, en een sociaal programma, waar leden van de gemeenschap kunnen socialiseren.
Als administratieve bijeenkomst is het feest een gelegenheid voor de gemeenschap om verslag uit te brengen van nieuws of andere onderwerpen die van belang zijn voor de gemeenschap en biedt de mogelijkheid voor communicatie en consultatie tussen de gemeenschap en de plaatselijke Geestelijke Raad.